# Sam Obernik
Sam Obernik is een Ierse zangeres die met enige regelmaat te horen is op houseplaten. Het meest bekend daarvan zijn de hit It Just Won't Do (2002) met Tim Deluxe en Que pasa contigo met Alex Gaudino.

## Biografie
Obernik begon in de jaren negentig met zingen toen ze een tiener was. Ze verliet school op haar zestiende en combineerde diverse baantjes met pogingen om door te breken als zangeres. Zo zong ze in 1994 als achtergrondzangeres voor Terry Hall. In 2002 vroeg haar buurman Tim Liken of ze wilde zingen op een nieuwe plaat van hem. Dit werd het nummer It Just Won't Do van Tim Deluxe, dat een zomerhit werd in meerdere landen. Het gaf haar de mogelijkheid om het album Stellify (2003) op te nemen. Dit album werd echter nooit officieel uitgebracht, omdat het label werd opgeheven. Wel had ze een hitje met Stand Back, samen met producer Linus Loves. 
Daarna vormde ze met producer Tom Asher Danvers het duo Barefoot. Hiermee maakten ze een titelloos album met covers van bekende danceplaten. Op het album Ego Death (2006) werkte ze opnieuw samen met Tim Deluxe. Ook had ze weer een hitje aan de zijde van Alex Gaudino met Que Pasa Contigo (2007). In de jaren daarna zong ze nog op platen van Michael Woods, Michael Gray, Dave Spoon en Tomcraft.

## Discografie

### Hitnoteringen
| Single met eventuele hitnotering(en) in de Nederlandse Top 40 | Datum van verschijnen | Datum van binnenkomst | Hoogste positie | Aantal weken | Opmerkingen                                    |
| ------------------------------------------------------------- | --------------------- | --------------------- | --------------- | ------------ | ---------------------------------------------- |
| It Just Won't Do                                              | 2002                  | 10-08-2002            | 6               | 11           | met Tim Deluxe / Dancesmash op Radio 538       |
| Que pasa contigo                                              | 2007                  | -                     |                 |              | met Alex Gaudino / Nr. 66 in de Single Top 100 |

| Single met hitnotering(en) in de Vlaamse Ultratop 50 | Datum van verschijnen | Datum van binnenkomst | Hoogste positie | Aantal weken | Opmerkingen      |
| ---------------------------------------------------- | --------------------- | --------------------- | --------------- | ------------ | ---------------- |
| It just won't do                                     | 2002                  | 14-09-2002            | 18              | 7            | met Tim Deluxe   |
| Que pasa contigo                                     | 2007                  | 15-09-2007            | 50              | 1            | met Alex Gaudino |

### Albums
- Stellify (nooit officieel verschenen) (2003)
- Barefoot (als Barefoot) (2006)

### Singles
- It Just Won't Do (ft. Tim Deluxe) (2002)
- Mr. Butterfly (2003)
- Stand Back (ft. Linus Loves) (2003)
- It's Like That / Hideaway (als Barefoot) (2005)
- It Just Won't Do (als Barefoot) (2005)
- Que Pasa Contigo (ft. Alex Gaudino) (2007)
- You Got Tha Touch (ft. Tim Deluxe (2008)
- Baditude (ft. Spoon & Harris) (2008)
- Shingaling (ft. Jean Claude Ades & Vincent Thomas) (2009)
- Stereo Flo (ft. Dada) (2009)
- Again & Again (ft. Sharam Jey & LouLou Players) (2009)
- Home - (Paul Harris, Michael Gray & Kid Massive) (2010)
- Fever (ft. Steven Lee) (2011)
- Bette Davis Eyes (ft. Tradelove) (2012)
- Yawn (ft. Jay Colin & Kid Massive) (2012)
- The Noyz (ft. Tomcraft) (2012)